# Frederik van Saksen-Altenburg (1763-1834)
Frederik (Hildburghausen, 29 april 1763 – Hummelshain, 29 september 1834) was van 1780 tot 1806 vorst van Saksen-Hildburghausen, van 1800 tot 1826 hertog van Saksen-Hildburghausen en daarna tot 1834 van Saksen-Altenburg. Hij was de zoon van Ernst Frederik III Karel van Saksen-Hildburghausen en Ernestine Augustine Sophie van Saksen-Weimar-Eisenach, dochter van Ernst August I van Saksen-Weimar-Eisenach.
Hij werd opgevoed onder invloed van Jozef Frederik, een broer van zijn overgrootvader Ernst Frederik I, die na Frederiks troonsbestijging in 1780 tot 1787 als regent optrad. Op 3 september 1785 huwde hij Charlotte Georgine Louise van Mecklenburg-Strelitz, dochter van de latere groothertog Karel II. Uit dit huwelijk werden twaalf kinderen geboren.
Hij nam in 1787 de regering over en werd geconfronteerd met een enorme schuldenlast, die nog werd vergroot door zijn gedwongen deelname aan de strijd tegen Frankrijk na de Franse Revolutie. Na de Slag bij Jena zag hij zich genoodzaakt tot aansluiting bij de Rijnbond. Hij wist de staatsschuld terug te brengen en de situatie van zijn land aanzienlijk te verbeteren.
Na het uitsterven van de linie Saksen-Gotha-Altenburg in 1826 wees de Saksische koning Frederik August I Saksen-Hildburghausen en het Saalfeldse deel van Saksen-Coburg-Saalfeld toe aan Saksen-Meiningen. Frederik ontving in ruil hiervoor Saksen-Altenburg (zonder Camburg en enige dorpen) als zelfstandig hertogdom.
Hij schonk zijn nieuwe staat, die onder het bewind van Gotha was verwaarloosd, in 1831 een constitutie. De landdag nam een nieuwe gemeentewet aan en voerde scheiding van regering en justitie en belasting op de leengoederen in. Na zijn dood in 1834 werd hij opgevolgd door zijn zoon Jozef.
Frederik was in 1833 een van de drie stichters van de Saksisch-Ernestijnse Huisorde

## Kinderen
Frederik en Charlotte hadden de volgende kinderen:
- Frederik (1786 overleden)
- Catharine Charlotte Georgine (1787-1847), gehuwd met Paul, zoon van Frederik I van Württemberg
- Augusta (1788 overleden)
- Jozef George Frederik Ernst Karel (1789-1868), hertog van Saksen-Altenburg
- Frederika (1791 overleden)
- Theresia Charlotte Louise (1792-1854), gehuwd met Lodewijk I van Beieren
- Louise (1794-1825), gehuwd met Willem van Nassau
- Frans Frederik (1795-1800)
- George Karel Frederik (1796-1853), hertog van Saksen-Altenburg
- Frederik Willem Karel (1801-1871)
- Maximiliaan Karel Adolf (1803 overleden)
- Eduard Karel Willem Christiaan (1804-1852), gehuwd met Amalia Antoinette, dochter van Karel van Hohenzollern-Sigmaringen